# スティーブ・クリフォード
スティーブン・ジェラルド・クリフォード（Steven Gerald Clifford, 1961年5月28日 - ）は、アメリカ合衆国メイン州アイランドフォールズ出身のバスケットボール指導者。NBAのシャーロット・ホーネッツでヘッドコーチを務めている。

## 経歴

### 大学
- メイン大学ファーミントン校でプレーし卒業したのち、カレッジチームなどのアシスタントコーチを17年間務めた中で、1995年から4年間、アデルフィ大学のヘッドコーチを務めた。

### アシスタントコーチ

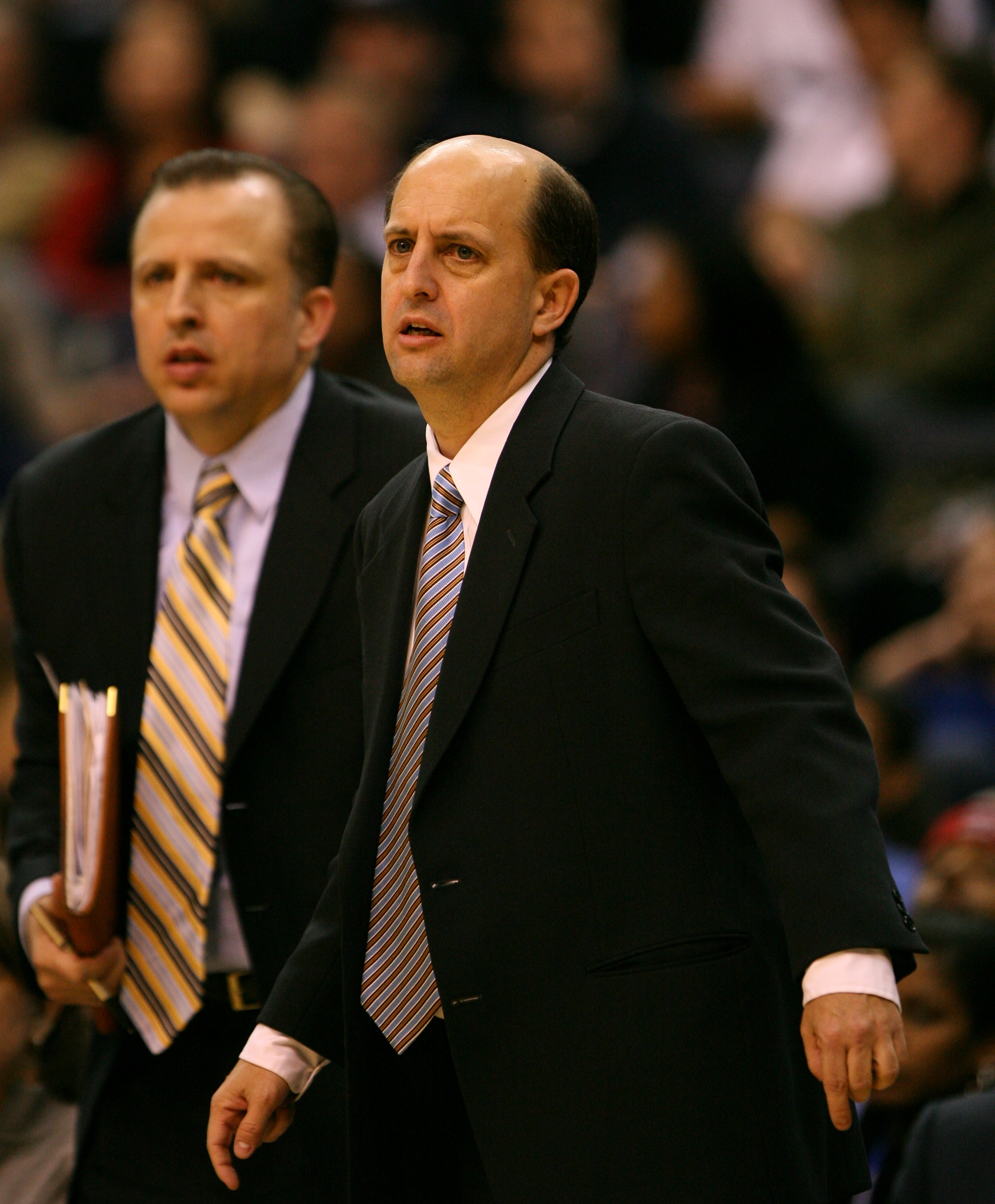
同僚のアシスタントのトム・シボドー (左) とヘッドコーチのジェフ・ヴァン・ガンディ (右)

- 2000年、クリフォードのNBAのキャリアは、ニューヨーク・ニックスでスカウトから始まった。
- 2001年から2年間はジェフ・ヴァン・ガンディらのもとでアシスタントコーチを務めた。その後、ヴァン・ガンディと、後にシカゴ・ブルズのヘッドコーチとなる当時アシスタントコーチだったトム・シボドーとともに2003年にヒューストン・ロケッツに移り、引き続き2007年までヴァン・ガンディのもとでアシスタントコーチを務めた。当時の主力選手には姚明、トレーシー・マグレディらがいた。
- 2007年オーランド・マジックに移籍し、ジェフ・ヴァン・ガンディの兄であるスタン・ヴァン・ガンディの下で2012年までアシスタントコーチを務め、2008-2009年シーズンにはドワイト・ハワード、ジャミーア・ネルソン、ヒド・ターコルーらとともにディビジョン優勝をした。
- 2012年ロサンゼルス・レイカーズに移籍し、マイク・ブラウン、マイク・ダントーニのもとでアシスタントコーチを務めた。

### ヘッドコーチ
2013年、シャーロット・ボブキャッツ のヘッドコーチに就任し、最初のシーズンは、ユタ・ジャズからアル・ジェファーソンを補強し、43勝39敗の成績を残し、イースタン・カンファレンス7位でプレーオフに進出した。2017-18シーズン終了直後にヘッドコーチから解任された。2018年5月、オーランド・マジックのヘッドコーチに就任した。